# Praxeologie

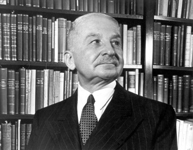
Ludwig von Mises, grondlegger van de praxeologie.

Praxeologie is de wetenschapsopvatting van de Oostenrijkse school, een minderheidsopvatting binnen de economische wetenschap. In deze visie wordt de economie voorgesteld als een logische wetenschap, waarin vanuit axioma's (grondslagen die 'onmogelijk te ontkennen' zijn) conclusies worden getrokken. De conclusies hoeven niet empirisch onderbouwd te zijn en kunnen niet gefalsifieerd worden: ze zijn geldig op grond van logisch redeneren en geloof aan de axioma's. Vanuit de hoofdstroom van de economische wetenschap wordt Von Mises' praxeologie beschouwd als onwetenschappelijk.
Alfred Espinas was de eerste persoon die deze term opperde in een artikel "Les origines de la technologie" voor het blad Revue Philosophique in 1890, alhoewel de latere betekenis gevormd werd door Ludwig von Mises en zijn aanhangers (onder meer Friedrich von Hayek en Murray Rothbard).

## Achtergrond
Von Mises deed aan het begin van de 20e eeuw onderzoek naar het epistemologische karakter van de economische wetenschap. Net als anderen van de Oostenrijkse school verwierp hij het gebruik van empirisch bewijs om de handelingen van mensen te beschrijven. Redenen hiervoor waren het onvermogen om te bepalen welk onderdeel van het menselijk individu welke actie veroorzaakt, en het feit dat de observaties van deze individuen geschaad worden doordat ze door hun zelfbewustzijn hun gedrag zullen aanpassen in deze observaties. De observaties van het menselijk handelen, of de extrapolatie hiervan uit historische data sets, zullen dus altijd vervuild zijn door bepaalde factoren die niet optreden bij de beschrijvingen in de natuurwetenschappen.
De Methodenstreit bood tegenstand tegen het subjectieve gehalte van de resultaten van historische en statistische analyses in de economische wetenschap. Von Mises stelde dan ook voor om op puur logische wijze het menselijk handelen te beschrijven (in zijn werk Human Action).

### Conclusies
- Uit de praxeologie maakte hij de afleiding dat elke bewuste menselijke handeling een intentie is om het welzijn van de persoon te verbeteren. Daarbij maakte hij wel de kanttekening dat praxeologie zich niet bezighoudt met wat het welzijn voor ieder individu inhoudt, maar wel op welke manier de individu het welzijn zal willen verbeteren. Het individu verbetert het welzijn door het verwijderen van een ontevredenheid. Omdat de toekomst niet vaststaat, kan het individu niet een a priori uitspraak doen of de handeling daadwerkelijk het welzijn zal verbeteren, en zijn deze handelingen dus speculatief.
- De handelende mens is diegene die logische afwegingen kan maken. Met andere woorden, de handelende mens kan zijn acties motiveren. Iemand die dus puur instinctief reageert op impulsen handelt dus niet. Verder heeft de logische afweging alleen betrekking op het handelen in die situaties waarin een individu denkt een ontevredenheid te kunnen verwijderen.
- Von Mises concludeerde verder dat deze beslissingen genomen worden op een zogenaamde ordinale schaal. Het is onmogelijk om meerdere handelingen gelijktijdig uit te voeren. Het zelfbewust denken van een individu zal altijd slechts een van deze handelingen uitvoeren, onbepaald hoe snel deze achter elkaar kunnen worden uitgevoerd. De mens zal proberen om die bron van ontevredenheid die het welzijn het meeste beschadigt het eerst te verwijderen, waarna getracht zal worden om de daar op volgende bron van ontevredenheid te verwijderen.
- Dit gaat ook op voor het welzijn dat een persoon geniet. Een individu zal altijd eerst een doel nastreven wat de meeste toename in welzijn zal opleveren. Daarna pas zal een doel worden nagestreefd dat in mindere mate het welzijn zal verhogen. Dus, opeenvolgende doelen zullen minder nut opleveren voor een individu, wat bekendstaat als de wet van afnemend grensnut (Engels: diminishing marginal utility).

### Katallaktiek
De manier waarop individuen in een samenleving economische goederen uitwisselen gebaseerd op een praxeologische onderbouwing heet katallaktiek. Hierin wordt niet ingegaan op bepaalde waardeoordelen van deze uitwisselingen, maar wordt op objectieve wijze beschreven hoe prijzen voor deze goederen op een markt tot stand komen.

## Kritieken
Thomas Mayer heeft betoogd dat, omdat praxeologie positivisme en empirisme in de ontwikkeling van theorieën verwerpt, het niets minder is dan een verwerping van de wetenschappelijke methode. Voor Mayer ontkracht dit de methodologieën van de Oostenrijkse economische school. Oostenrijkers stellen dat empirische gegevens zelf onvoldoende zijn om economie te beschrijven; dat empirische gegevens bijgevolg de economische theorie niet kunnen falsifiëren; dat logisch positivisme menselijk handelen niet kan voorspellen of verklaren; en dat de methodologische vereisten van logisch positivisme onmogelijk te verkrijgen zijn voor economische vraagstukken. Ludwig von Mises in het bijzonder pleitte tegen empiristische benaderingen van de sociale wetenschappen in het algemeen, omdat menselijke gebeurtenissen uniek en niet reproduceerbaar zijn, terwijl experimenten in de natuurwetenschappen noodzakelijkerwijs reproduceerbaar zijn.
De econoom Antony Davies stelt echter dat, omdat statistische tests gebaseerd zijn op de onafhankelijke ontwikkeling van theorie, een vorm van praxeologie essentieel is voor modelselectie; omgekeerd kan praxeologie verrassende filosofische consequenties van economische modellen illustreren.
De Argentijns-Canadese filosoof Mario Bunge deed von Mises' versie van de praxeologie af als "niets anders dan het principe van maximalisatie van subjectief nut - een chique versie van egoïsme". Bunge, die ook een fel criticus van pseudowetenschap was, waarschuwde dat wanneer "opgevat in extreem algemene termen en losgekoppeld van zowel ethiek als wetenschap, praxiologie nauwelijks enige praktische waarde heeft".